# Chengkan
Chengkan (kinesiska: 呈坎) är en köping i östra Kina. Den ligger i stadsdistriktet Huizhou i staden Huangshan i provinsen Anhui, omkring 240 kilometer sydost om provinshuvudstaden Hefei. Antalet invånare är 11 176. Befolkningen består av 5 203 kvinnor och 5 973 män. Barn under 15 år utgör 11,0 %, vuxna 15-64 år 77 %, och äldre över 65 år 11,0 %.